# Ein Mann wie ein Baum
Ein Mann wie ein Baum (engl. Titel A Man Like A Tree) ist nach Hotel Metamorphosis, Zu dir? und Rendezvous der vierte Film der Regisseurin Sylvia Borges aus dem Jahr 2016.

## Inhalt
Ein alter Mann will einen Weihnachtsbaum kaufen und stellt fest: Nichts ist mehr so wie früher; doch nicht nur die Welt hat sich geändert – auch für ihn ist die Zeit vorangeschritten.

## Festivalteilnahmen

### Deutschland
- 2016: 5. Kurzfilmnacht im Kunsthaus, Köln[1]
- 2016: 1. Weihnachtsfilmfestival, Berlin (Wettbewerbsteilnahme)[2]

### International
- 2016: Austin Film Festival 2016, Austin, Texas, USA (Premiere)[3]
- 2016: 25th Heartland Filmfestival, Indianapolis, Indiana, USA (Wettbewerbsteilnahme Kategorie „best narrative“)[4]
- 2016: Blowup Arthouse Film Festival 2016, Chicago, Illinois, USA (Wettbewerbsteilnahme)[5]